# Ange Goudar
Pierre Ange Goudar (Montpellier, 28 marzo 1708 – 1791) è stato un avventuriero e scrittore francese.
Amico del Casanova, che lo descrisse come "uomo d'ingegno, ruffiano, ladro di giochi d'azzardo, spia della polizia, falso testimone, ingannevole, audace e brutto", nel 1761 a Londra incontrò una cameriera di una birreria, Sara, "di sedici anni e vero prodigio di bellezza", che educò e infine sposò. Viaggiò quindi in tutta Europa, sfruttando abilmente il fascino della moglie. Riuscì a farla diventare l'amante di Ferdinando I delle Due Sicilie, che lo ricoprì di favori prima di cacciarlo da Napoli nel 1773 su pressione della moglie Maria Carolina, sorella di Maria Antonietta. Rifugiatosi a Firenze, nell'ottobre 1775 conobbe il marchese de Sade, che divenne l'amante di Sara, descrivendola come "una delle tre donne più belle di Firenze, anche più delle altre due, tanto per la bellezza del suo viso quanto per la superiorità della sua taglia e la cultura della sua mente".

## Biografia

### I primi anni a Montpellier (1708-1733)
Ange Goudar era figlio di Simon François Goudar, commerciante di stoffe e ispettore generale delle manifatture per la Linguadoca. All'età di circa undici anni, insieme ai suoi fratelli, fu inserito nel collegio reale dei gesuiti a Montpellier, dove ebbe difficoltà a sopportarne i rigori.

### A Parigi (1733-1739)
La mancanza di prospettive professionali nella sua regione lo spinse a recarsi a Parigi per farvi carriera: avrebbe voluto riprendere il posto del padre, che aveva appreso durante i suoi viaggi, ma gli Stati della Linguadoca decisero altrimenti. Goudar arrivò nella capitale nell'autunno del 1733 e vi frequentò bische, prostitute e le demoiselles de l'opéra.

### In Italia (1739-1747)
Nel 1739 Goudar dovette lasciare Parigi, probabilmente in rovina, e tornò a Montpellier per riscuotere l'eredità della madre, che utilizzò per pagare i suoi debiti di gioco. Poi partì per l'Italia, dove conobbe le sale da gioco di Torino e Venezia, gli intrighi del regno di Napoli, le opere liriche ed i castrati. Fu senza dubbio da questo momento in poi, frequentando le bische italiane e venendo a contatto con furfanti e donne dissolute, che Ange Goudar abbracciò definitivamente la carriera di avventuriero.
Nel 1746 fece stampare a Venezia la sua seconda opera, L'Aventurier français. Nello stesso anno, durante la guerra di successione austriaca, si schierò con i genovesi, alleati della Francia, in rivolta contro il loro senato, che collaborava con gli austriaci. Gli fu concessa un'udienza dal maresciallo di Belle-Isle, ma quest'ultimo gli fece solo una vaga promessa. È possibile che si trattasse di un'iniziativa personale di Goudar, il che spiegherebbe perché la sua opera, Histoire générale de la République de Gênes, non fu mai pubblicata.
Prima di lasciare l'Italia, nel 1746 Goudar pubblicò L'Espion de Thamas Kouli-Kan dans les cours de l'Europe, primo di una lunga serie di romanzi epistolari in cui Goudar assume la maschera di varie "spie" (cinesi, francesi, ottomane, ecc.), in un chiaro omaggio a Montesquieu e alle sue Lettere persiane.

### Il ritorno a Parigi (1747-1752)
Tornato a Parigi, Goudar frequentò la Comédie-Française e gli italiani all'Opéra-comique. Scrive e compone una raccolta di massime intitolata Pensées diverses in cui traspare la sua satira. La sua reputazione letteraria si affermò rapidamente con numerose opere su tutti gli argomenti, ma sempre segnate dal sigillo della polemica. In campo musicale, ad esempio, denunciò il "brigantaggio" della musica italiana e, per quanto riguarda le sue idee in campo economico, apparve un accanito sostenitore della fisiocrazia.
Nel dicembre 1750 incontra per la prima volta Casanova, in occasione di una rappresentazione delle Fêtes vénitiennes di André Campra. Durante questo nuovo soggiorno parigino, Goudar sembra essere riuscito a scalare il potere, forse grazie alla mediazione di Belle-Isle. Comunque sia, nel 1752 il governo francese lo incaricò di fornire informazioni commerciali - in realtà, spionaggio industriale - in Portogallo, al fine di determinare come la Francia potesse competere con l'Inghilterra.

### La missione in Portogallo (1752-1754)
Dall'intronizzazione di Giuseppe I del Portogallo nel 1750, il marchese di Pombal si era sforzato, come ministro illuminato, di risollevare le sorti del paese. Non è noto se Goudar abbia avuto contatti personali con Pombal in quel periodo; tuttavia, i due uomini condividevano la stessa anglofobia e il desiderio del ministro di modernizzare il suo Paese non poteva che far presa su Goudar. Soprattutto, la conoscenza di Goudar delle fabbriche, del commercio dei tessuti e dell'economia in generale avrebbe potuto aiutare Pombal. Il ministro portoghese lo ricompensò addirittura per questo: Goudar avrebbe in seguito fatto aggiungere il titolo di "cavaliere" dell'Ordine del Cristo del Portogallo al frontespizio delle sue opere, insieme al suo nome.
Il periodo trascorso in Portogallo permise a Goudar di diventare un vero economista. Si sentiva in grado di guardare con occhio critico a qualsiasi Paese europeo e di proporre riforme a chi lo governava.

### L'esilio avignonese (1754-1757)
Tornato in Francia, Goudar si recò a Parigi, probabilmente per riferire della sua missione. Tuttavia, la sua passione per il gioco d'azzardo si impossessò di nuovo di lui e un caso di truffa lo portò al bando dalla capitale. Si rifugiò allora nel Contado Venassino, ad Avignone, al sicuro dalla giustizia del re di Francia e lì si dedicò alla scrittura. Difese le manifatture della Linguadoca chiedendo il libero commercio con il Levante, monopolio di una società marsigliese. Nel 1755 attaccò la Ferme pubblicando il Testament politique de Louis Mandrin, in cui metteva in evidenza gli abusi commessi dai contadini in nome del re di Francia, che stavano indebolendo il Paese.
Nel 1756 pubblicò Les Intérêts de la France mal entendus, dopo la guerra di successione austriaca, in un contesto favorevole. La guerra aveva impoverito le risorse della Francia e il rovesciamento delle alleanze che aveva portato alla Guerra dei Sette Anni non era stato ben gradito dalla popolazione. Il Paese aveva bisogno di riforme di vasta portata e il deficit di bilancio poteva essere coperto solo con nuove risorse. Goudar propose allora idee economiche e politiche, criticando il clero e le spese reali.
Goudar acquisì così una certa celebrità, ma non ottenne quello che voleva ossia una posizione di responsabilità nell'amministrazione statale. Non insistette e da allora diede libero sfogo alla sua verve satirica e al suo gusto critico.
Negli ultimi mesi del 1757 pubblicò L'Histoire des Grecs, ou de ceux qui corrigent la fortune au jeu, un resoconto umoristico della storia dei brogli. Goudar era infatti egli stesso un giocatore d'azzardo e baro, anche se lungi dal rivelare i suoi trucchi. Per lui l'imbroglio è semplicemente una conseguenza logica del gioco d'azzardo, ed è diventato ufficiale dal momento in cui il reggente Filippo d'Orléans e John Law hanno organizzato la Banca Reale, che gestiscono con la complicità dei principi.

### Il fallimento nei circoli intellettuali (1757-1761)
Non sappiamo quali fossero le attività di Goudar prima di lasciare Parigi. Senza dubbio era amareggiato per non essere stato accolto nei circoli intellettuali. Per tutta la vita mantenne una forte avversione nei confronti degli enciclopedisti, non per le loro idee, ma perché, per entrare nella loro coterie, procedevano per cooptazione e per legami. Goudar non fu accettato e la sua fama di individualista e di personaggio ambiguo deve aver preoccupato molti. In seguito avrebbe criticato gli enciclopedisti per la loro ambiguità, in particolare per quanto riguarda il loro rapporto con i "monarchi illuminati".
Ange Goudar tornò al gioco d'azzardo e allo sfruttamento delle prostitute, che gli fruttarono molto più della vendita dei suoi libri. A partire da questo momento cominciò ad attirare l'interesse di Monsieur de Sartine, luogotenente della polizia di Parigi, che si era posto l'obiettivo di ripulire la capitale dalle bische e da altri luoghi squallidi. Per Goudar divenne urgente dunque allontanarsi da Parigi, così si rifugiò in Inghilterra, un paese liberale e tollerante, dove era al sicuro da procedimenti giudiziari ed estradizioni.

### In Inghilterra (1761-1764)
Londra brulicava di spie in quel periodo, dato che i colloqui preliminari di pace che portarono al Trattato di Parigi erano iniziati nel settembre 1762. In Inghilterra Goudar entrò in contatto con altri esuli. Parlava un po' di inglese e meglio l'italiano, e inizialmente si mescolò alla marmaglia transalpina in esilio; poi si associò a due individui, con i quali frequentava le bische e faceva da procacciatore di ragazze di scarsa virtù, che pagava loro una percentuale sui passaggi.
Goudar incontrò Casanova all'inizio dell'estate del 1763 a Vauxhall Garden, il più antico parco divertimenti di Londra. Il francese aiutò il veneziano a conquistare i favori delle donne inglesi, di cui non capiva la lingua. In questo frangente Goudar si legò a una cameriera irlandese sedicenne di nome Sara.
Nello stesso periodo, a Londra, scoppiò uno scandalo diplomatico tra il Cavaliere d'Éon e il Conte di Guerchy. Goudar prestò la sua penna a due pamphlet contro lo Chevalier per Lettre d'un Français à M. le Duc de Nivernais e un Contre-note. Da allora, Goudar e Casanova non si allontanarono più l'uno dall'altro, ma il francese si ridusse a svolgere il ruolo di protettore o di scrittore "a pagamento".
Ciononostante, lavorò a quella che sarebbe diventata la sua opera più nota ai contemporanei, L'Espion chinois, apparsa in sei volumi nel 1764. In quest'opera non solo criticò la morale, ma cercò anche di mettere a nudo la politica statale, l'incompetenza dei ministri e l'indegnità dei grandi uomini che governavano l'Europa. Goudar trasformò L'Espion chinois in una vera e propria macchina da guerra contro coloro che ignoravano le sue proposte di riforma. Alla fine del 1764, o all'inizio del 1765, Ange e Sara, che era diventata la sua amante, salparono da Londra per il continente.

### Il soggiorno in Italia con Sara (1765-1776)
A Napoli Goudar compose una Grammaire française et italienne che gli permise di dare lezioni di francese ai figli della nobiltà locale. In seguito consegnò un progetto di riforma economica per il Regno di Napoli. Grazie agli sforzi del marito, Sara sedusse Ferdinando, re di Napoli e delle Due Sicilie. La coppia viveva così agiatamente che gestiva un casinò a Posillipo. La regina tuttavia fece minacciare "dal reverendo padre Poignardini" la giovane irlandese di cui aveva scoperto la relazione adulterina e "le diede una piccola pensione a condizione che non aumentasse la sua neutralità coniugale [...]". I due coniugi viaggiarono poi per l'Italia, visitando Roma, Firenze, Lucca, repubblica dalla quale furono anche espulsi, e poi Venezia, dove i loro progetti di riforma li misero nuovamente nei guai con le autorità locali. Nella Serenissima scrisse diversi saggi sull'opera e sembra essere l'unico saggista francese a dare un giudizio positivo sulla vita musicale italiana, sapendo superare i conflitti dei suoi compatrioti. Da lì si spostò a Ferrara, poi a Bologna, prima di tornare in Olanda.

### Nella Parigi rivoluzionaria
Nel 1783 Sara gestiva una casa da gioco e di riunione. Trascorse l'inverno 1777-1778 in Inghilterra, prima di tornare a Parigi. Tornò a Londra nel 1783 per una missione relativa ai libelli clandestini. Durante questo periodo servì sia il Ministero degli Esteri francese che la polizia di Parigi, e fu anche legato al cavalier Zeno, ex ambasciatore veneziano alla Corte di Versailles. Dopo la separazione da Sara nel 1790, lanciò un nuovo periodico, L'Espion ottoman, prima di morire in uno stato di quasi indigenza l'anno successivo.

## Opere
- Nouveaux  Motifs  pour  porter  la  France à  rendre  libre  le  commerce  du  Levant, Avignone, Mérande,  1735.
- L’Espion de Thamas Kouli-Kan dans les Cours de l’Europe ou Lettres et mémoires de Pagi-Nassir-Bek. Contenant diverses Anecdotes politiques pour servir à l’Histoire du Temps présent. Traduit du Persan. Par l’abbé de Rochebrune, Cologne, Erasme Kinkius, 1746 [Rouen?]
- Testament politique de Louis Mandrin, généralissime des troupes des contrebandiers, écrit par lui-même dans sa prison, Genève, 1755, online su Gallica.
- L'Anti-Babylone, ou Réponse à l'auteur de La Capitale des Gaules, Londra, 1759, online su Gallica.
- L'Espion chinois ou l'envoyé secret de la cour de Pékin, pour examiner l'état présent de l'Europe. Traduit du chinois, Cologne, 1765, 6 tomes, online su Gallica
- L'Histoire des Grecs, ou de ceux qui corrigent la Fortune au jeu, L'Aia, 1757. Seconde édition online su Gallica.
- Projet de  pacification  générale,  combinée  par une  suspension  d'armes  de  vingt  ans  entre toutes  tes  puissances  politiques.  Amsterdam, 1757. online su Gallica.
- Mémoires pour servir à l'histoire de Pierre III, empereur de Russie, avec un détail historique des différends de la maison de Holstein avec la cour de Dannemarc, Francfort et Leipzig, 1763
- Essai sur les moyens de rétablir l'état temporel de l'Église ; ou L'Auteur donne un plan d'agriculture, de commerce, d'industrie et de finances. Ouvrage economique presente a Sa Saintete Clement XIV, Venezia, 1771.
- De Venise. Remarques sur la musique et la danse ou Lettres de Mr G... à Milord Pembroke, Venezia: C. Palese, 1773.
- Supplément au supplément sur les Remarques sur la musique et la danse ou Lettres de M.r G... à Milord Pembroke, [Venezia] : s. n., 1774.
- La Mort de Ricci, dernier général des Jésuites avec quelques réflexions générales sur l'extinction de la société, Amsterdam, 1776.
- Le Brigandage de la musique italienne, [s.l.], 1777, online su Gallica.
- Remarques sur les Anecdotes de Madame la comtesse du Barry, Londra, 1777.
- L'Espion François à Londres: ou, Observations critiques sur l'Angleterre et sur les Anglois, « Par Mr. le Chevalier de Goudar. Ouvrage destiné à servir de Suite à l'Espion Chinois », Londra, 1778 (seconda edizione) 1779, 2 tomi.
- Bouffonidor (pseudonimo), Le Procès des trois rois : Louis XVI de France-Bourbon, Charles III d'Espagne-Bourbon et George III de Hanovre, fabricant de boutons, plaidé au tribunal des Puissances-Européennes, Londra, George Carenaught, 1780, 192 p., online su Gallica.
- L’Espion françois à Londres; ou Observations critiques sur l’Angleterre et sur les Anglois. Ouvrage destiné à servir de suite à l’Espion chinois du même auteur. Londra [Parigi], 1780, 2 vol. in-12.
- Observations sur l'Histoire de la Bastille publiée par Monsieur Linguet, Londra, 1783.
- Réponse à M. le Comte de Mirabeau sur la dénonciation de l’agiotage, Londra, 1787.
- Défense de M. Necker, contre M. le comte de Mirabeau ; précédée de quelques Observations sur les mémoires dont Paris est inondé, Londra, 1787.
- Analyse du Testament politique de Mandrin . Ouvrage dans lequel cet homme extraordinaire a prédit & prouvé que le systême de la Ferme-Générale finiroit par appauvrir & ruiner l'Etat & le souverain. Dédié aux réprésentans de la Nation, à l'Assemblée des Etats-Généraux, Parigi, 1789.